# Jean I. de Bourbon

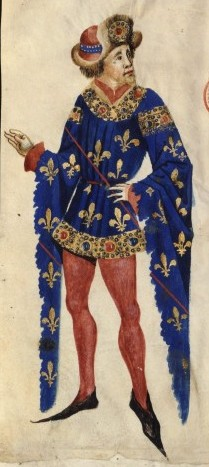

Jean I. de Bourbon (* 1381; † 1434 in London) war ab 1410 ein Herzog von Bourbon, Herr von Mercœur und Graf von Forez. Er war ein Sohn Herzog Louis II. von Bourbon und der Anne d’Auvergne, Gräfin von Forez.

## Leben
Jean griff im Hundertjährigen Krieg die Engländer im Limousin und in der Guyenne an, wo er ihnen mehrere Festungen abnahm. Anfangs Parteigänger Herzogs Johann Ohnefurchts von Burgund, wurde er nach dem Mord an Herzog Ludwig von Orléans im Jahr 1407 ein wütender Gegner der Burgunder. Er schloss sich den Armagnacs an, mit denen er 1413 in Paris einzog. 1415 überlebte er zwar die Schlacht von Azincourt, wurde dort aber gefangen genommen und bis zu seinem Tod in London festgehalten.

## Heirat und Nachkommen
Im Jahr 1400 heiratete Jean I. Marie de Berry, Herzogin von Auvergne und Gräfin von Montpensier, Tochter des Herzogs Jean de Valois und seiner Frau Johanna von Armagnac. Ihre gemeinsamen Kinder waren:
- Charles I. (* 1401; † 1456), Herzog von Bourbon
- Louis (* 1403; † 1412), Graf von Forez
- Louis I. (1406–1486), Graf von Montpensier

Darüber hinaus hatte er mehrere uneheliche Kinder:
- Jean, Abt von Cluny, Graf von Velay, Bischof von Le Puy
- Alexandre, Bastard von Bourbon, Priester und Kanoniker in der Kirche Notre-Dame de l’Assomption in Beaujeu. Er verlässt die Kirche, um für Charles VII. Krieg zu führen. Nach dem Vertrag von Arras wird er einer der Anführer der Écorcheurs.
- Guy († 1442)
- Marguerite, ⚭ Rodrigue de Villandrando, Graf von Ribadeo
- Edmée